# Ronde van de Doubs 2023
De 38e editie van de wielerwedstrijd Ronde van de Doubs vond plaats op 16 april 2023. De start was in Morteau. De race had een totale afstand van 201 kilometer. De finish was in Pontarlier. Jesús Herrada kwam als eerste over de finish. Hier was het zeer mistig en regenachtig. Thibaut Pinot eindigde als tweede. Zijn landgenoot Nans Peters kwam als derde over de eindstreep. Jetse Bol finishte als beste Nederlander. De race was onderdeel van de UCI Europe Tour en de Coupe de France.

## Uitslag
| Plaats  | Naam               | Ploeg              | tijd     |
| ------- | ------------------ | ------------------ | -------- |
| Winnaar | Jesús Herrada      | Cofidis            | 4u55'44" |
| 2       | Thibaut Pinot      | Groupama-FDJ       | z.t.     |
| 3       | Nans Peters        | AG2R-Citroën       | z.t.     |
| 4       | Guillaume Martin   | Cofidis            | z.t.     |
| 5       | Pelayo Sanchez     | Burgos-BH          | z.t.     |
| 6       | Roger Adrià        | Equipo Kern Pharma | z.t.     |
| 7       | Steff Cras         | TotalEnergies      | z.t.     |
| 8       | Victor Langellotti | Burgos-BH          | z.t.     |
| 9       | Kévin Vauquelin    | Arkéa Samsic       | z.t.     |
| 10      | Jetse Bol          | Burgos-BH          | +5"      |